# Елк-Айленд (національний парк)
Національний парк «Елк-Айленд» (англ. Elk Island National Park, фр. Parc national du Elk Island) — національний парк Канади, заснований у 1913 році в провінції Альберта.
Парк розташований на Єллоухедському шосе (англ. Yellowhead Highway) 35 км на захід від міста Едмонтон, та має площу 194 км². Парк межує зі Селом україноканадської культурної спадщини. 
Фауна парку включає рівнинних бізонів (англ. plains bison) і лісових бізонів (англ. wood bison) підвиди американського бізона. У 2007 популяція лісових бізонів обмежувалася до 315 голів.
Водяться у парку-заповіднику і вапіті (англ. elk): північний олень, лось, олень чорнохвостий та олень білохвостий; вовк звичайний, американський чорний ведмідь, бобер, койот, американський бабак та із 250 видів птахів.  У 2007 популяції згаданих зафіксовано: лосів — 300, вапіті — 605,  оленів — 500, і  бобрів — 1000.